# Chloropaschia
Chloropaschia är ett släkte av fjärilar. Chloropaschia ingår i familjen mott.
Kladogram enligt Catalogue of Life:
| Chloropaschia | \| \| Chloropaschia aedesia \| \| \| \| \| \| Chloropaschia afflicta \| \| \| \| \| \| Chloropaschia aniana \| \| \| \| \| \| Chloropaschia brithvalda \| \| \| \| \| \| Chloropaschia brunnapex \| \| \| \| \| \| Chloropaschia canities \| \| \| \| \| \| Chloropaschia claphealis \| \| \| \| \| \| Chloropaschia contortilinealis \| \| \| \| \| \| Chloropaschia epipodia \| \| \| \| \| \| Chloropaschia fabianalis \| \| \| \| \| \| Chloropaschia fiachnalis \| \| \| \| \| \| Chloropaschia godrica \| \| \| \| \| \| Chloropaschia granitalis \| \| \| \| \| \| Chloropaschia hemileuca \| \| \| \| \| \| Chloropaschia hollandalis \| \| \| \| \| \| Chloropaschia lascerianalis \| \| \| \| \| \| Chloropaschia lativalva \| \| \| \| \| \| Chloropaschia mannusalis \| \| \| \| \| \| Chloropaschia nadena \| \| \| \| \| \| Chloropaschia pegalis \| \| \| \| \| \| Chloropaschia possidia \| \| \| \| \| \| Chloropaschia rufibasis \| \| \| \| \| \| Chloropaschia rufilinea \| \| \| \| \| \| Chloropaschia selecta \| \| \| \| \| \| Chloropaschia thermalis \| \| \| \| \| \| Chloropaschia venantia \| \| \| \| |
|               | \| \| Chloropaschia aedesia \| \| \| \| \| \| Chloropaschia afflicta \| \| \| \| \| \| Chloropaschia aniana \| \| \| \| \| \| Chloropaschia brithvalda \| \| \| \| \| \| Chloropaschia brunnapex \| \| \| \| \| \| Chloropaschia canities \| \| \| \| \| \| Chloropaschia claphealis \| \| \| \| \| \| Chloropaschia contortilinealis \| \| \| \| \| \| Chloropaschia epipodia \| \| \| \| \| \| Chloropaschia fabianalis \| \| \| \| \| \| Chloropaschia fiachnalis \| \| \| \| \| \| Chloropaschia godrica \| \| \| \| \| \| Chloropaschia granitalis \| \| \| \| \| \| Chloropaschia hemileuca \| \| \| \| \| \| Chloropaschia hollandalis \| \| \| \| \| \| Chloropaschia lascerianalis \| \| \| \| \| \| Chloropaschia lativalva \| \| \| \| \| \| Chloropaschia mannusalis \| \| \| \| \| \| Chloropaschia nadena \| \| \| \| \| \| Chloropaschia pegalis \| \| \| \| \| \| Chloropaschia possidia \| \| \| \| \| \| Chloropaschia rufibasis \| \| \| \| \| \| Chloropaschia rufilinea \| \| \| \| \| \| Chloropaschia selecta \| \| \| \| \| \| Chloropaschia thermalis \| \| \| \| \| \| Chloropaschia venantia \| \| \| \| |
|               | Chloropaschia aedesia |
|               | |
|               | Chloropaschia afflicta |
|               | |
|               | Chloropaschia aniana |
|               | |
|               | Chloropaschia brithvalda |
|               | |
|               | Chloropaschia brunnapex |
|               | |
|               | Chloropaschia canities |
|               | |
|               | Chloropaschia claphealis |
|               | |
|               | Chloropaschia contortilinealis |
|               | |
|               | Chloropaschia epipodia |
|               | |
|               | Chloropaschia fabianalis |
|               | |
|               | Chloropaschia fiachnalis |
|               | |
|               | Chloropaschia godrica |
|               | |
|               | Chloropaschia granitalis |
|               | |
|               | Chloropaschia hemileuca |
|               | |
|               | Chloropaschia hollandalis |
|               | |
|               | Chloropaschia lascerianalis |
|               | |
|               | Chloropaschia lativalva |
|               | |
|               | Chloropaschia mannusalis |
|               | |
|               | Chloropaschia nadena |
|               | |
|               | Chloropaschia pegalis |
|               | |
|               | Chloropaschia possidia |
|               | |
|               | Chloropaschia rufibasis |
|               | |
|               | Chloropaschia rufilinea |
|               | |
|               | Chloropaschia selecta |
|               | |
|               | Chloropaschia thermalis |
|               | |
|               | Chloropaschia venantia |
|               | |